# Parc national de Ma Mbed Mbed
Le parc national de Ma Mbed Mbed est l'un des parcs nationaux du Cameroun, situé dans le département du Mayo-Kani, en région de l'Extrême-Nord, au Cameroun.
Avec 181 km², il est l'un des plus petits des parcs nationaux camerounais et l'un des derniers constitués en date (création en 2009, puis statuts confirmés par décret ministériel en janvier 2020).

## Géographie
Le PN Ma Mbed Mbed est limité au sud par la frontière tchadienne et fait partie des préfectures de Guidiguis et de Kaélé. Sa ville majeure la plus proche est Kaélé (préfecture du département du Mayo-Kani), qui dispose d'un aéroport et des services publics.
Son modeste territoire s'étend à cheval sur trois arrondissements du département du Mayo-Kani. Il comprend entre autres les enclaves de Gourney (625 hectares) et de Torok (585 hectares).
Il est situé dans une aire géographique « intermédiaire » entre le Sahel et les forêts équatoriales et tropicales. Il est par ailleurs le seul parc national camerounais dans une large zone nord-sud d'environ 300km de long, allant du parc national de Waza au parc national de Boubandjida. Il est donc une aire « intermédiaire » – en plusieurs sens – et importante régionalement pour la préservation de la faune

## Historique
Le projet de classement de cette modeste zone intervient après une vague de repeuplement agricole de la région à partir des années 1990 (voir le paragraphe « population »). Des territoires vierges ou des friches étaient alors mis en culture et cela interférait avec le passage de certains troupeaux d'éléphants protégés dans la zone frontalière avec le Tchad.
Un projet de zone protégée fut proposé dès 2004, puis voté entre 2007 et 2009. 

Il fut officiellement créé le 7 janvier 2020 par décret du Premier ministre Joseph Dion Ngute: 

« Il est créé dans la région de l’Extrême-Nord, département du Mayo-Kani, arrondissements de Guidiguis, Kaélé et Taibong un parc national dénommé Parc national de Ma Mbed Mbed d’une superficie de 12 708 hectares »

Le siège du parc est situé à Kaélé.
En février 2021, le site fut proposé au titre de zone humide Ramsar. Une feuille de route est alors élaborée en vue de finaliser son processus d’inscription au titre de zone humide d'importance internationale; des financements supplémentaires sont nécessaires à leur totale compréhension écologique et à l'élaboration de fiches Ramsar complètes.

### Buts
Ma Mbed Mbed fut créé principalement pour renforcer la conservation transfrontalière des éléphants et de la faune sauvage entre le Cameroun et le Tchad, ce qui peut contribuer à réduire les conflits entre les hommes et les éléphants dans les localités riveraines et favoriser la sécurité des biens et des personnes.
Cette zone voit aussi la naissance de plusieurs petits cours d'eau locaux ; elle peut ainsi participer à la régulation de ces cours d’eau et de leurs sources.
Ainsi ce petit parc national a plusieurs missions importantes en améliorant le bien-être socioéconomique des populations, en favorisant l’insertion socioprofessionnelle (tourisme, surveillance, recrutement d’éco gardes et d’éco-gardes communautaires) et enfin en contribuant à la mitigation du changement climatique à l'échelle locale.

## Climat

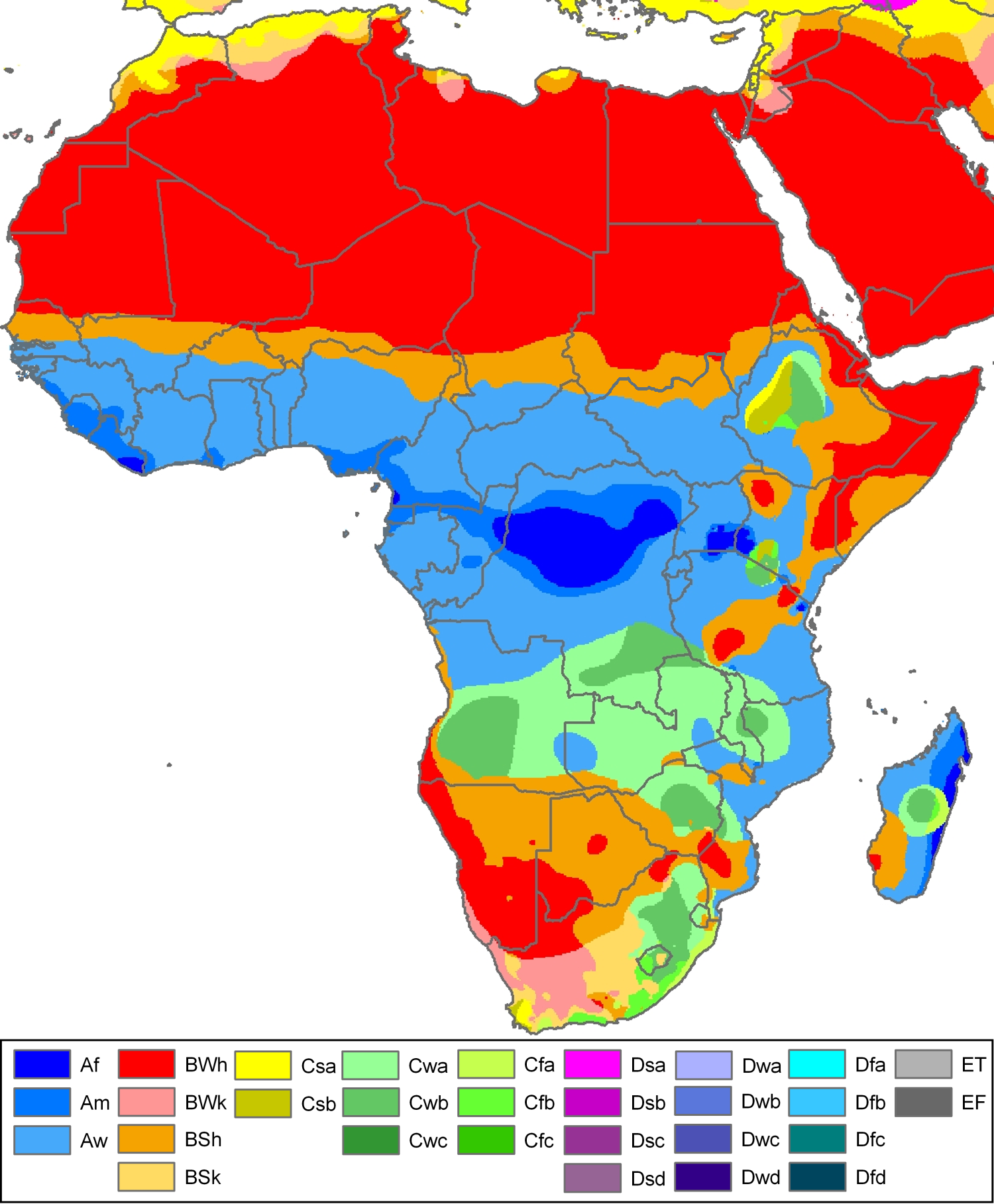
Carte des principaux climats d'Afrique: le PN Ma Mbed Mbed est à la limite sud de la zone sahélienne identifiée et traversant le nord du Cameroun.

Le climat du « bec de canard » camerounais, dont fait partie le PN de Ma Mbed Mbed, est un climat de type BSh (semi-aride) typique de la région de l'Extrême Nord. Néanmoins, il est quelque peu atténué par la proximité de la zone forestière humide à quelques kilomètres au sud. 

## Hydrologie

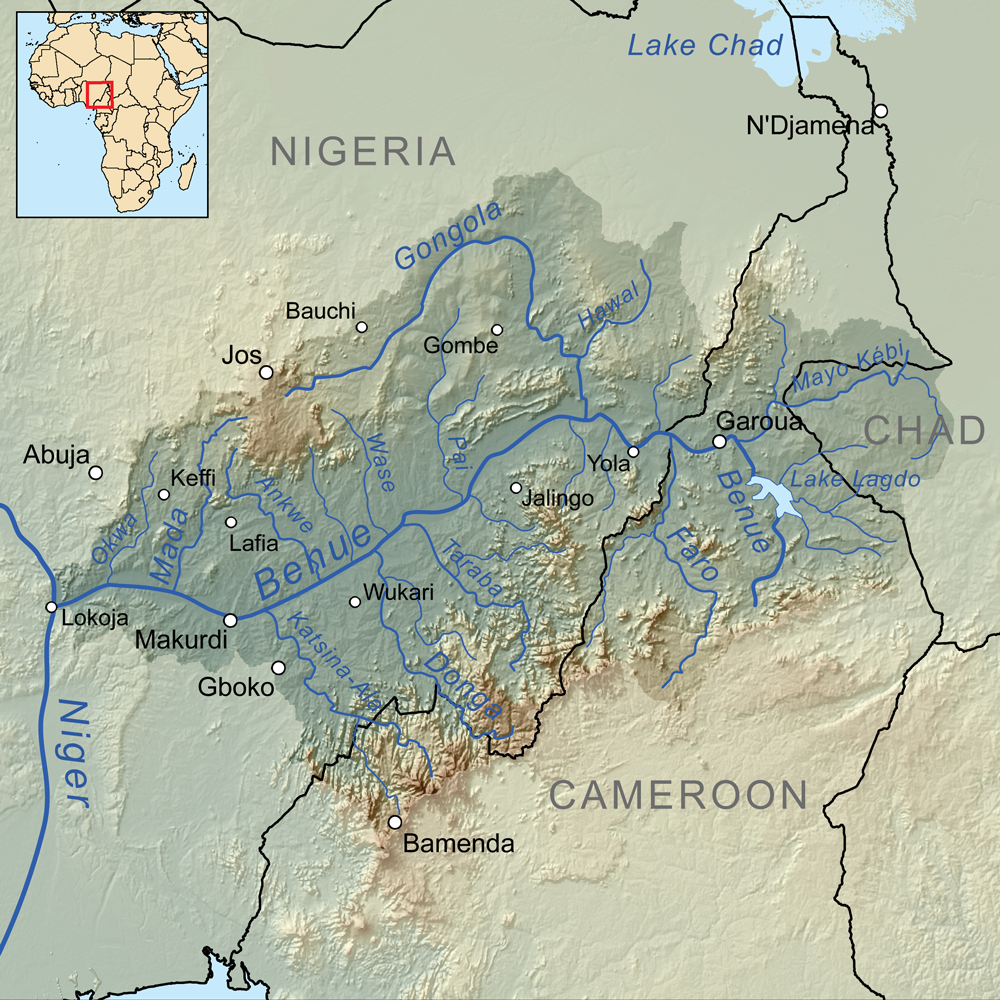
Le Mayo Kebi passe au sud du parc national de Ma Mbed Mbed, à l'extrémité nord-est du bassin de la Bénoué.

Ce parc national bénéficie de la proximité d'un réseau hydrique fourni mais intermittent – dû au climat sec sahélien, la présence d'eau n'est continue qu'environ 3 mois par an.
Son bassin versant est celui de la rivière Bénoué (et, plus largement, du fleuve Niger); les eaux s'écoulant du parc national plongent d'abord dans une petite rivière locale: le Mayo Kébi.

## Biodiversité
Le parc de Ma Mbed Mbed étant situé à proximité immédiate d'une zone humide importante, il est un lieu important d'échange et d'interaction au sein d'espèce et entre les espèces, au niveau régional et international.
Comme dans la plaine du Yaéré – un peu plus au nord – les précipitations irrégulières ont développé un endémisme de la faune et de la flore, typique de cette région partagée par le Tchad et le Cameroun.

### Faune

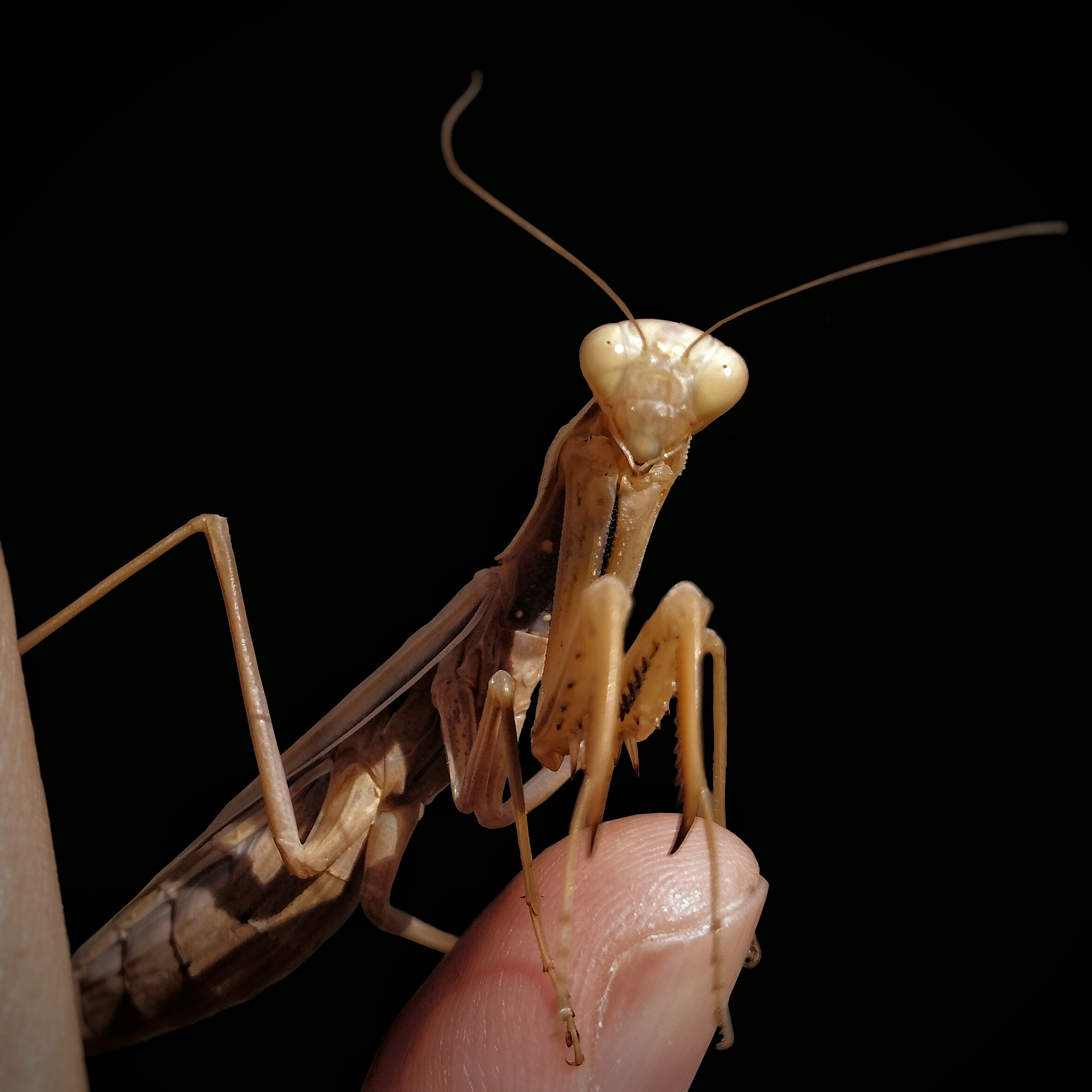
Les enfants toupouri jouent volontiers avec les Mante religieuses (Mantis religiosa), qui « répondent » à leurs questions diverses en ouvrant plus ou moins leurs pattes avant[6].
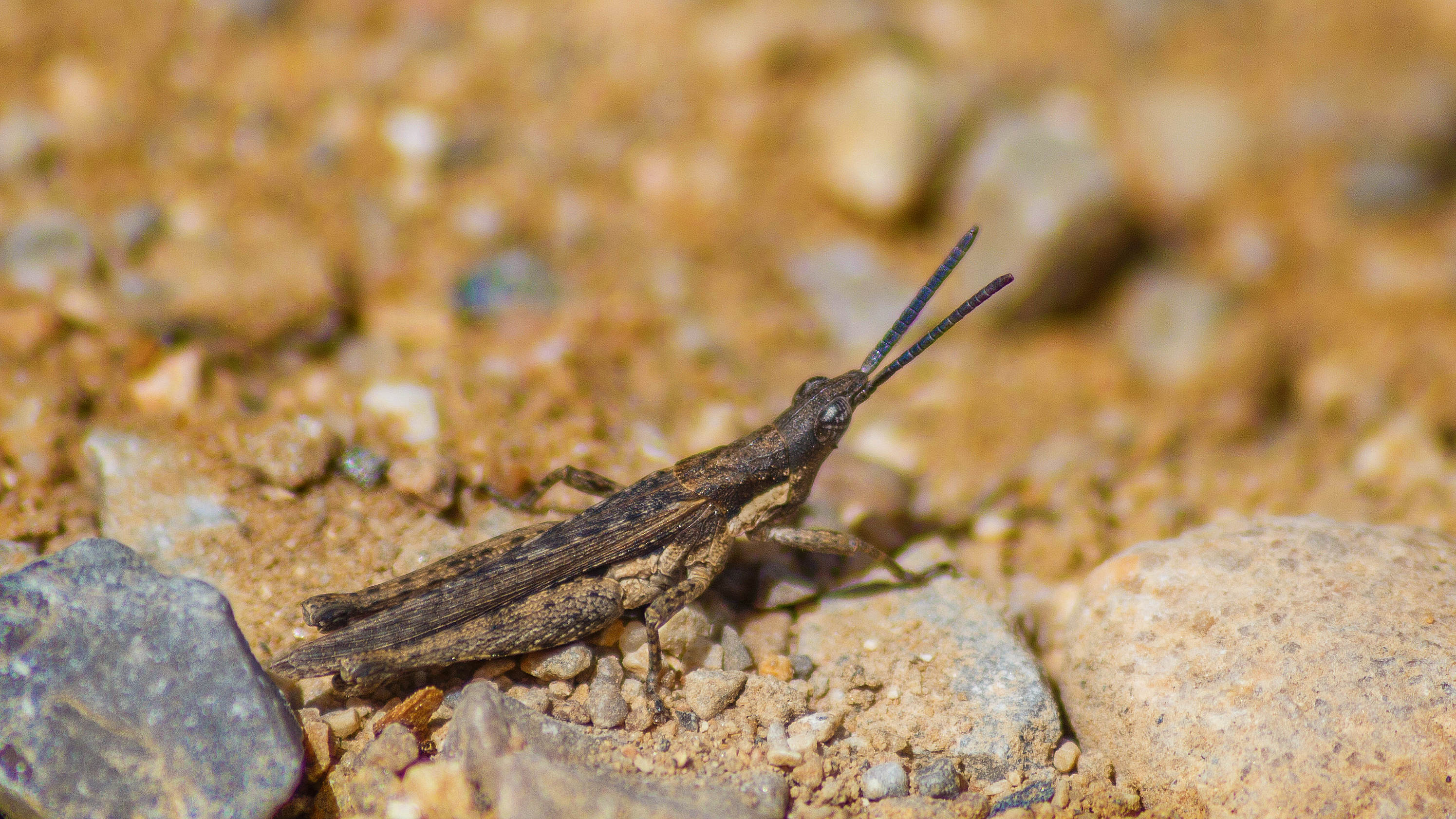
Des criquets phytophages (Pyrgomorphinae) ravagent régulièrement toute la région trans-sahélienne.
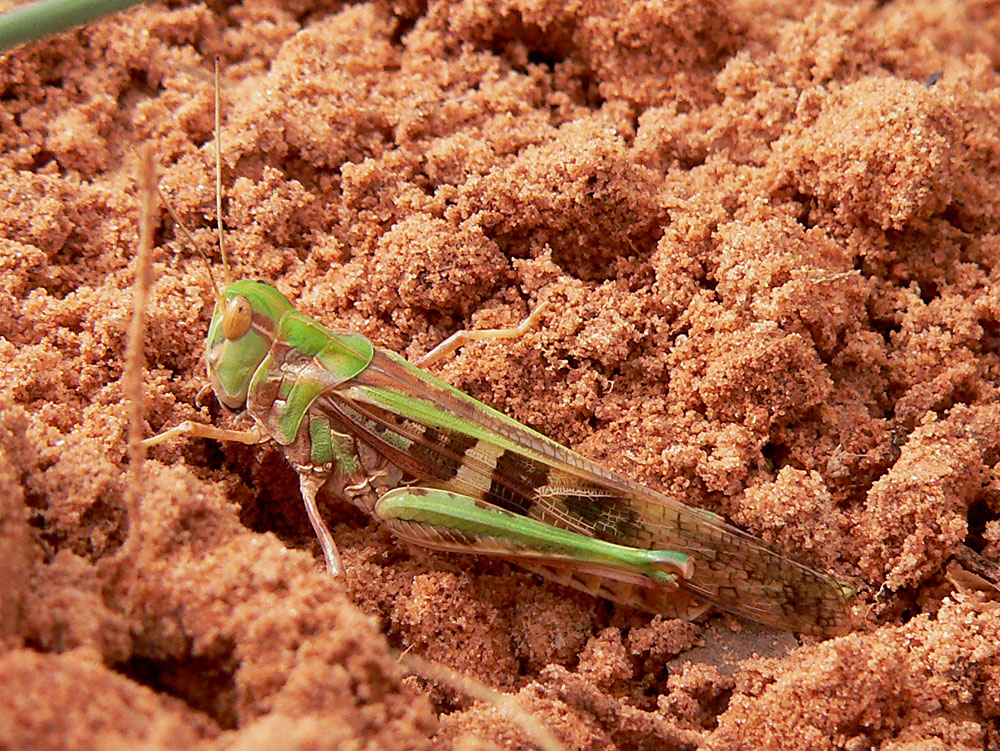
Le criquet sénégalais (Oedaleus senegalensis) est endémique des plantations de la région.
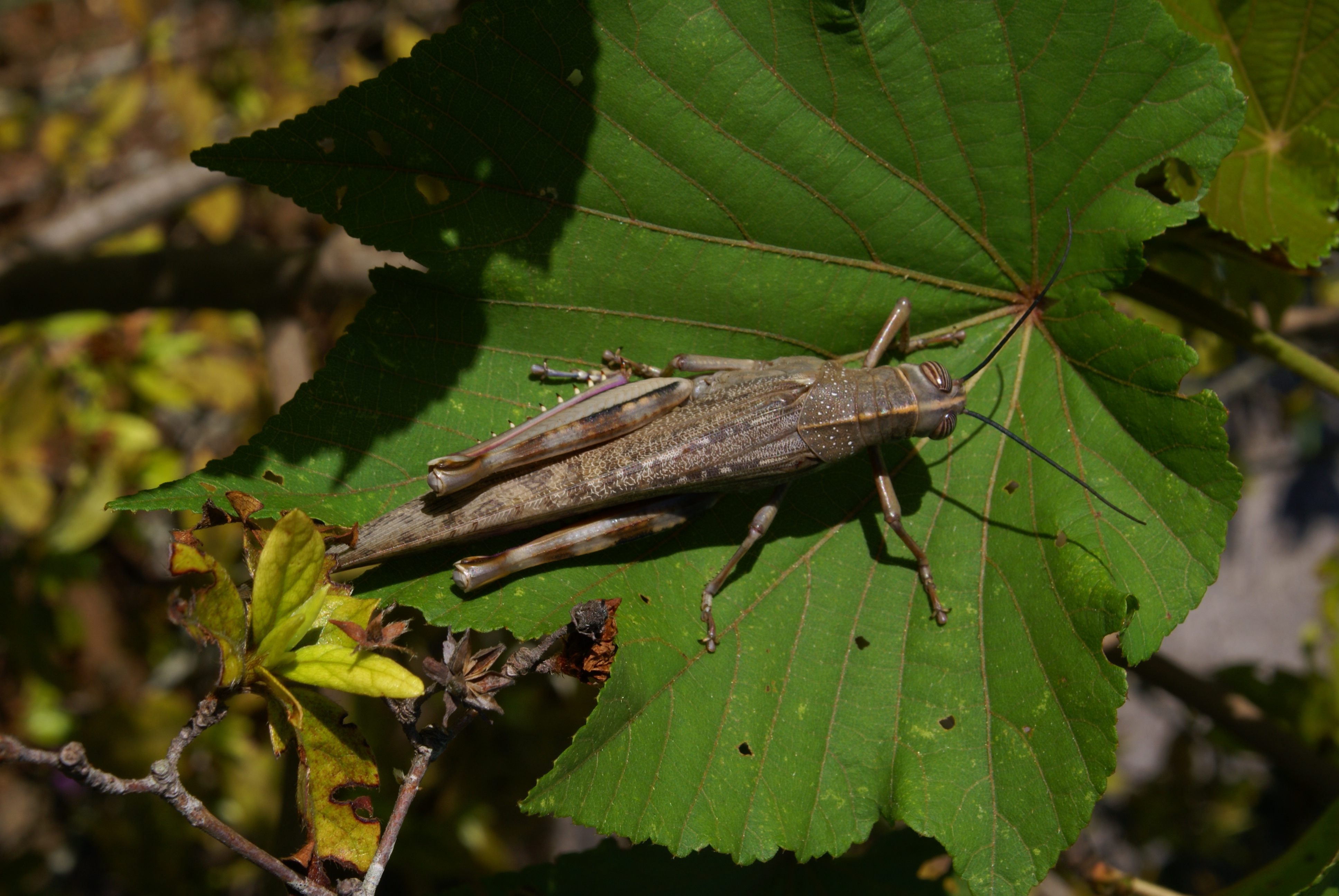
Criquet arboricole (Anacridium melanorhodon).
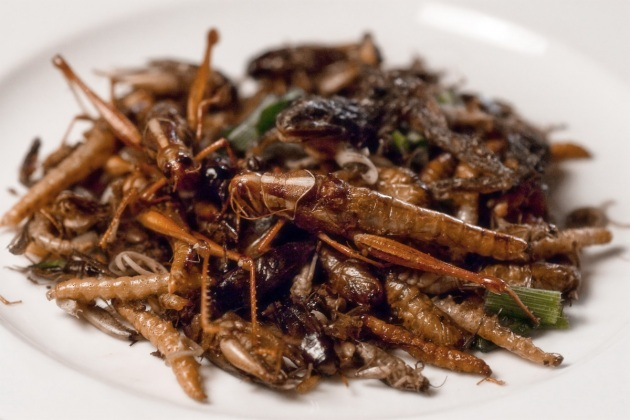
La « locuste » est un autre criquet arboricole (« invasif ») et aussi un mets potentiel.
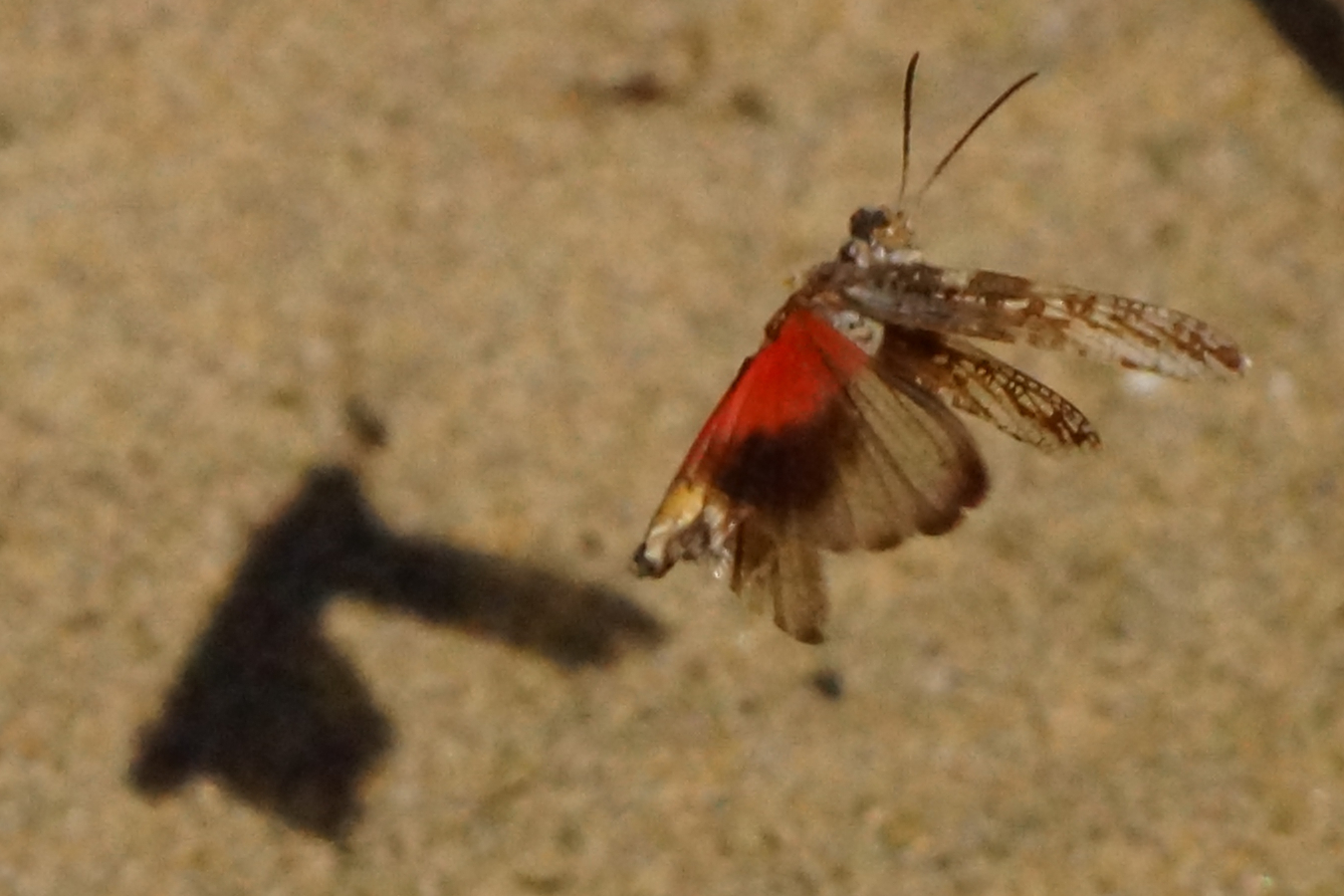
Les criquets volants Acrotylus sont aussi présents sur la zone.
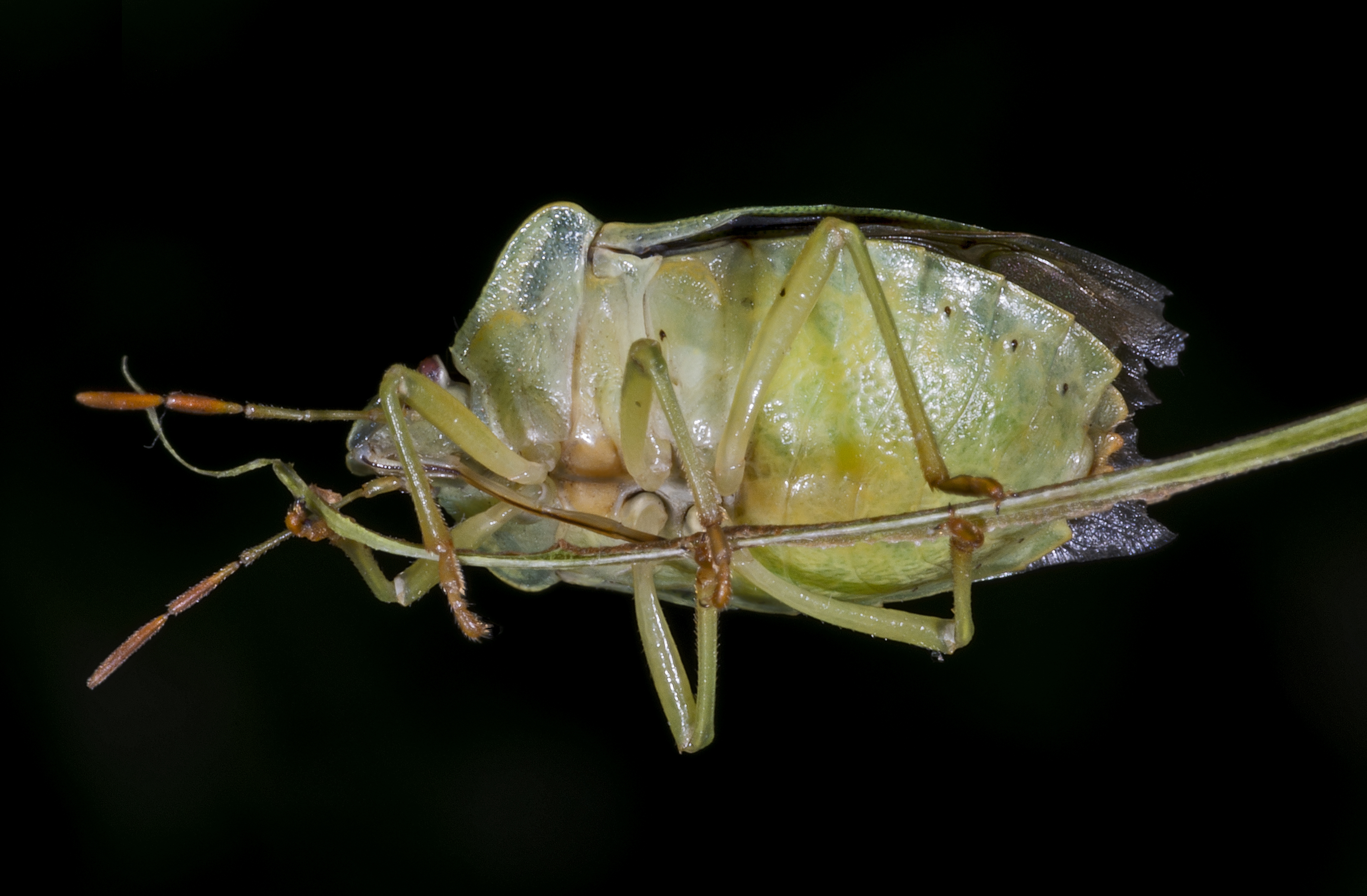
La punaise (Heteroptera) est un insecte commun jusque dans le nord du Cameroun.

### Flore
On observe trois grands types d'environnements au sein du parc: savane arborée dense, savane à acacias et plaines à graminées. 

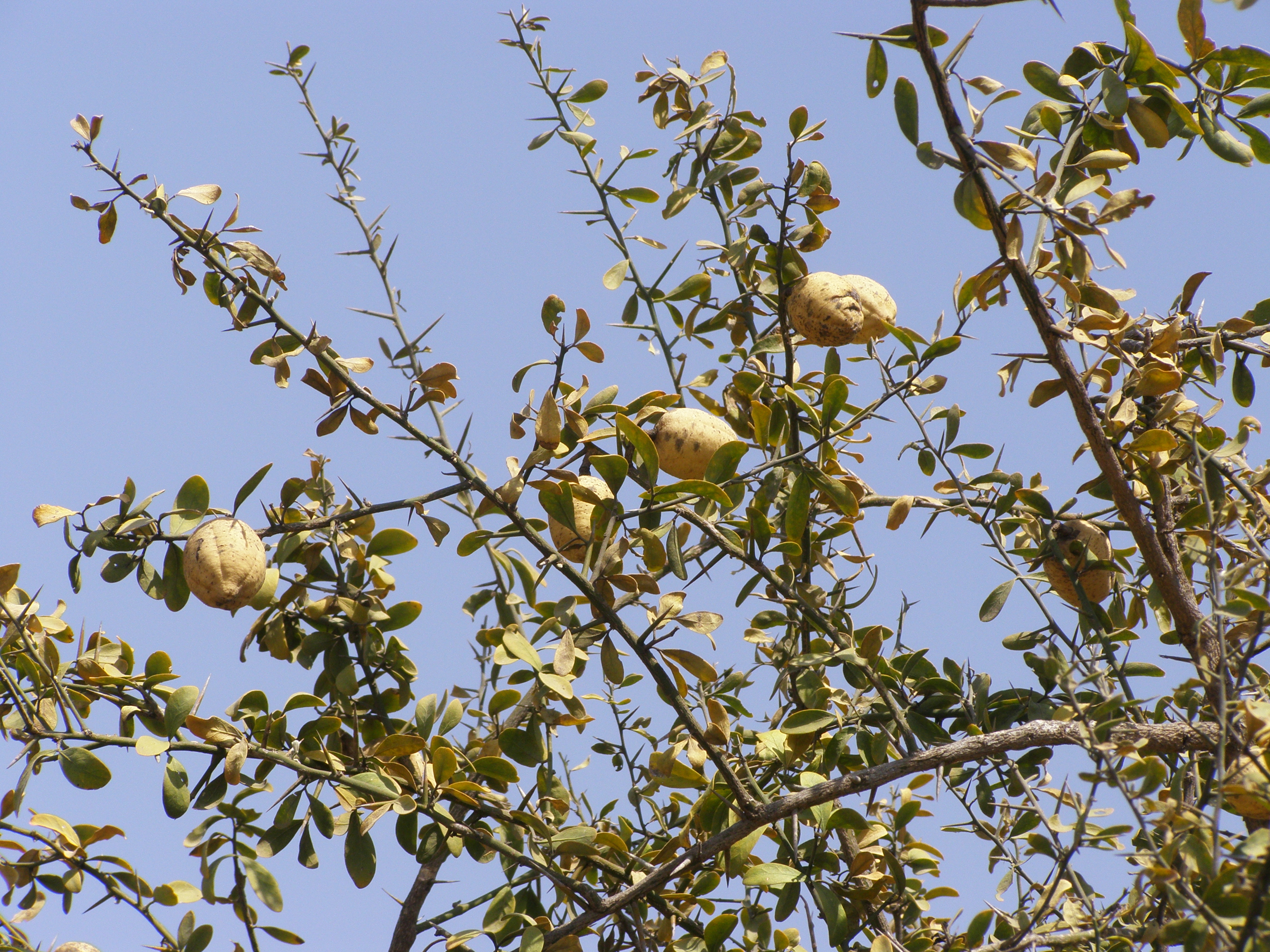
Le dattier du désert (Balanites aegyptiaca), arbre endémique de la région sahélienne et du nord Cameroun, intervient dans de nombreuses utilisations humaines (feuilles et fruits comestibles, savons, huile, etc.) ainsi que comme fourrage pour les animaux.
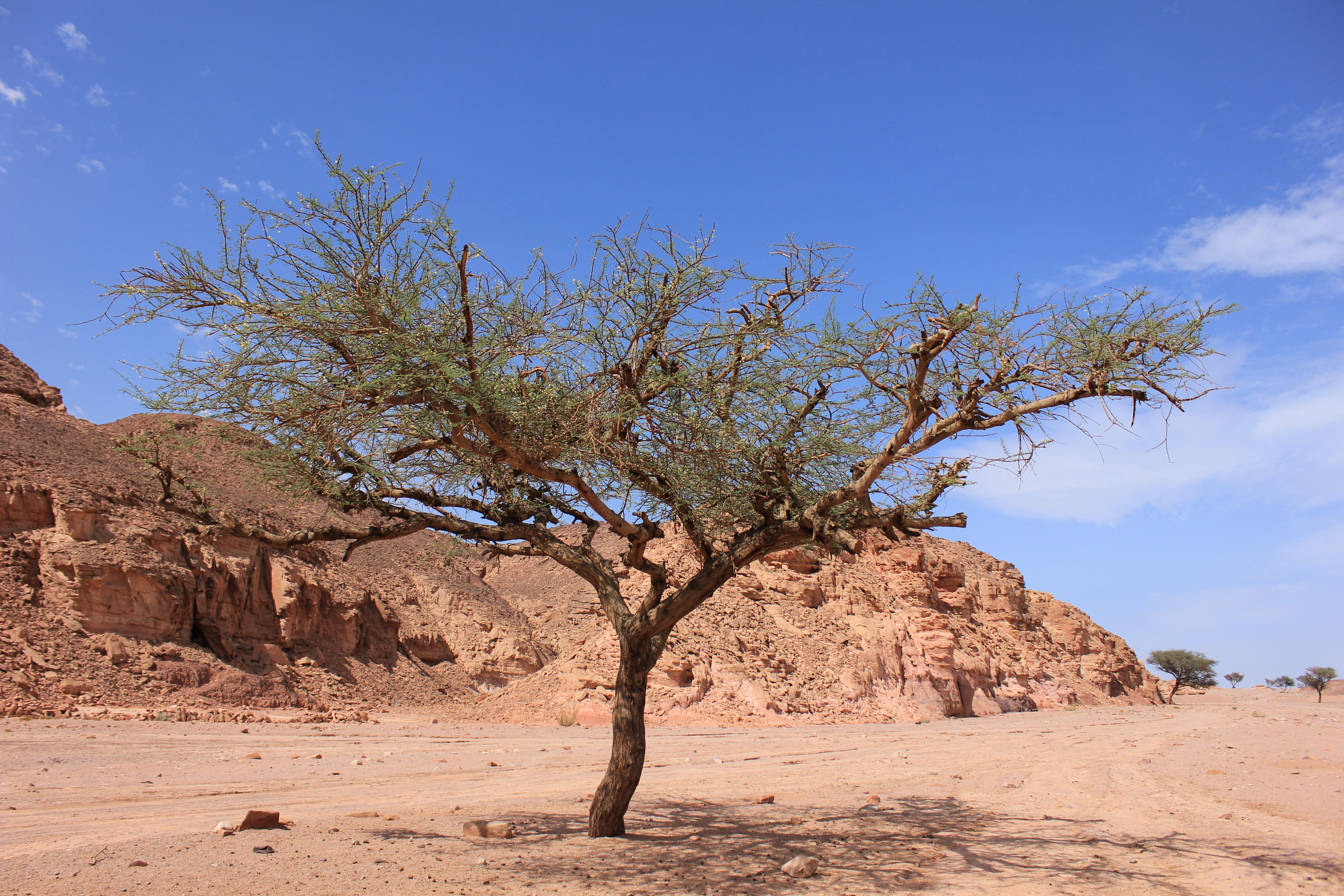
Les Acacias résistent bien à la sécheresse sous ces latitudes[7].
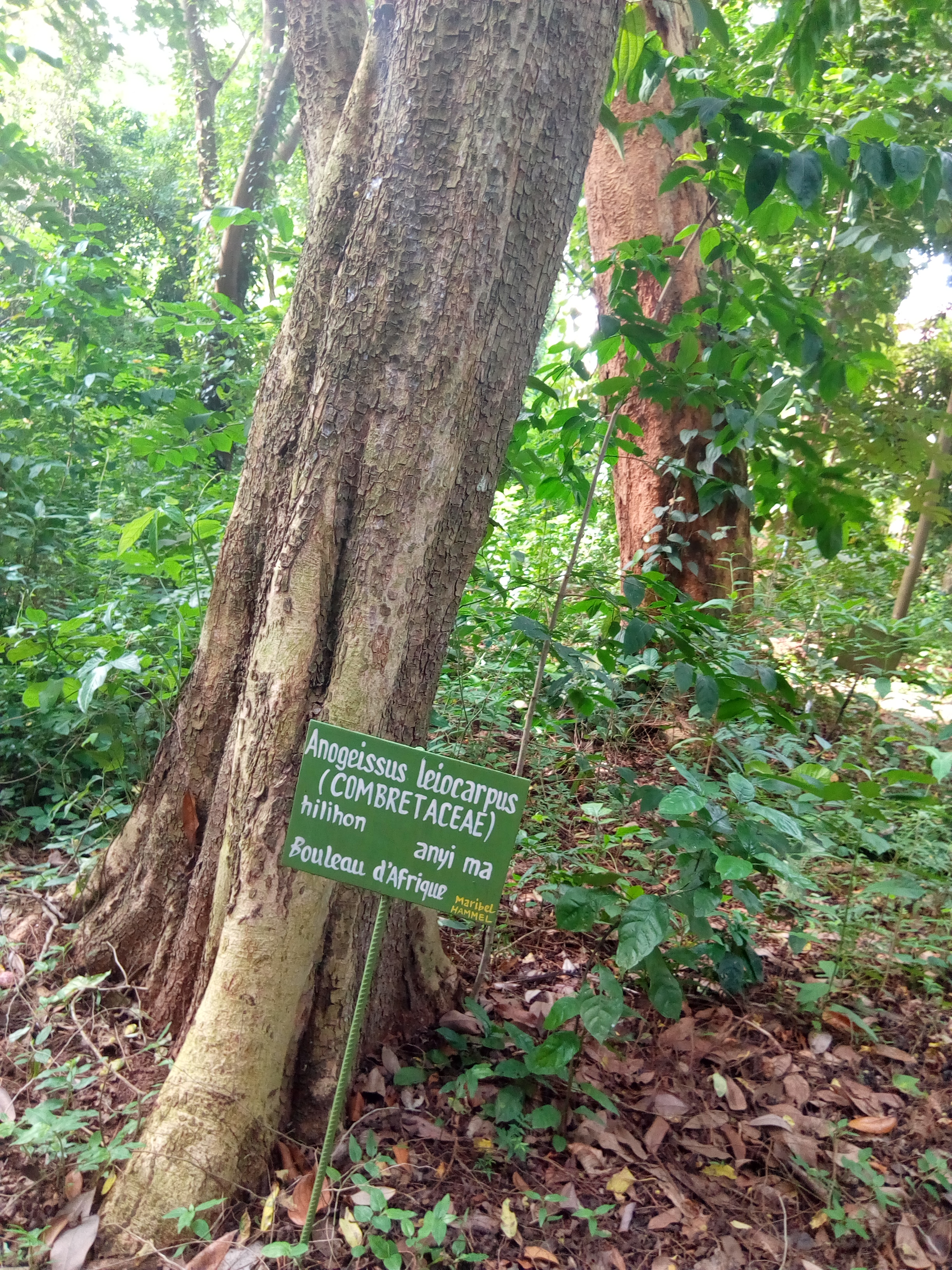
Le Bouleau d'Afrique (Anogeissus leiocarpa) est présent près des cours d'eau, même intermittents.
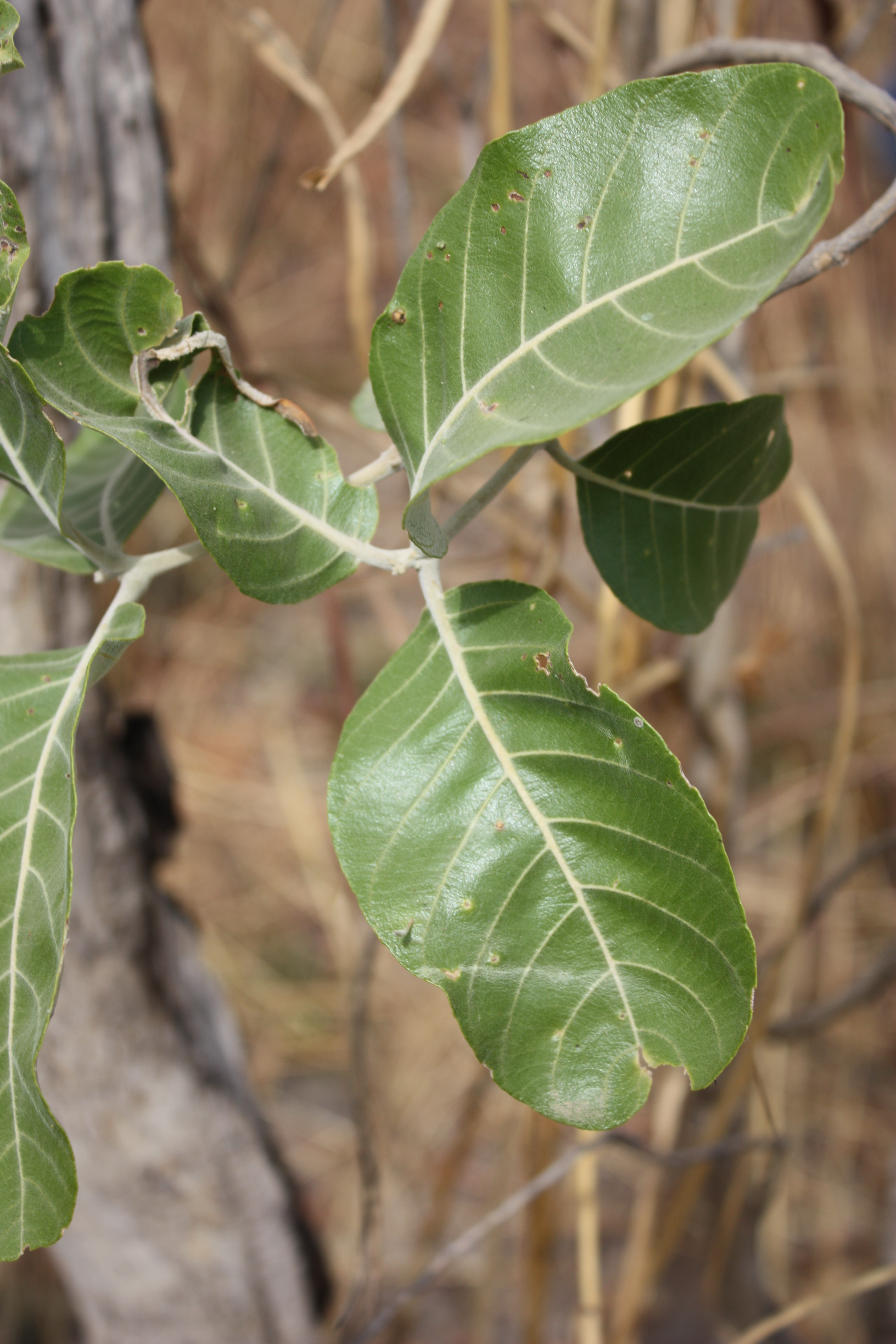
On repère aussi Combretum glutinosum...
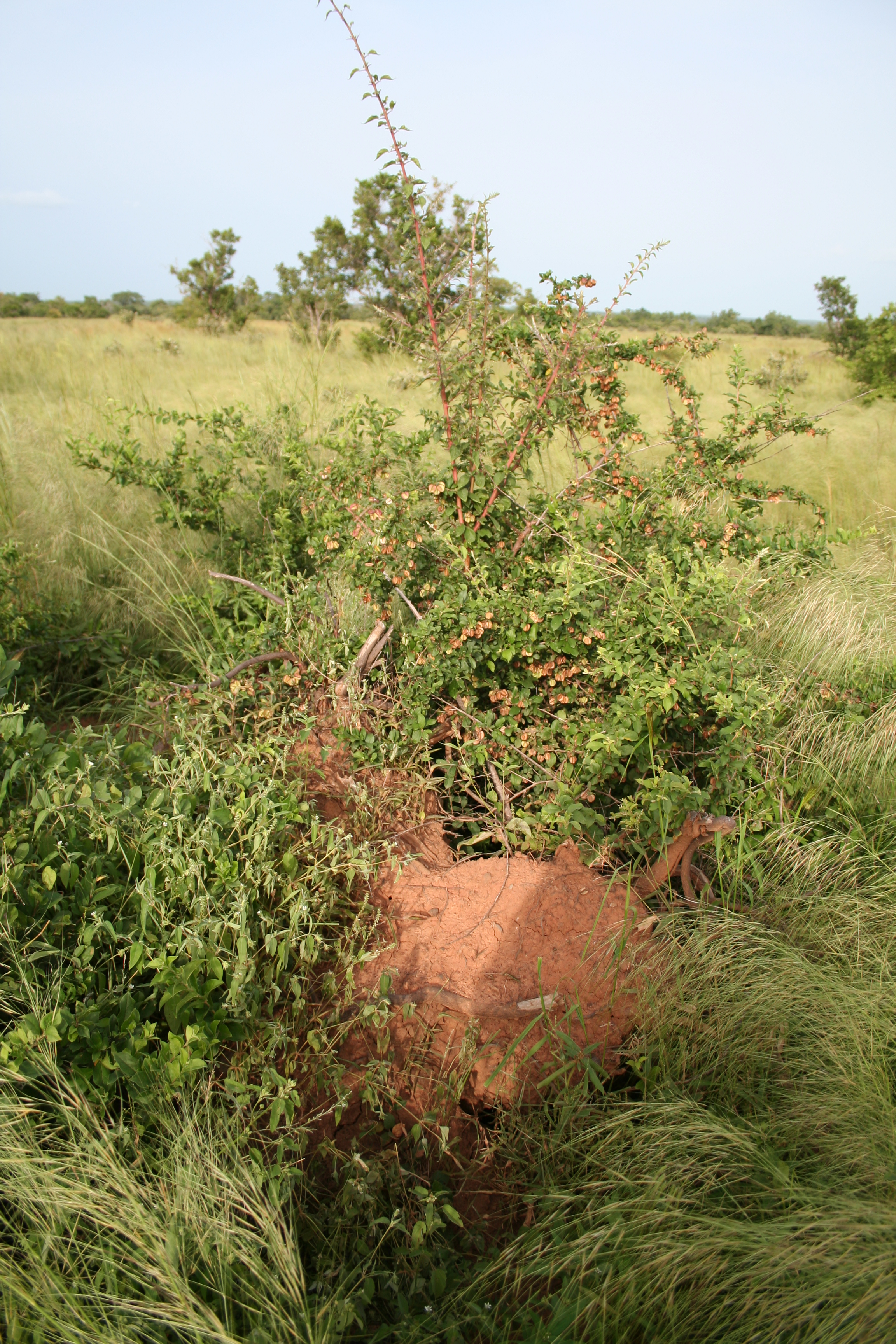
...et Culbretum aculeatum, deux espèces adaptées aux climats secs des savanes.
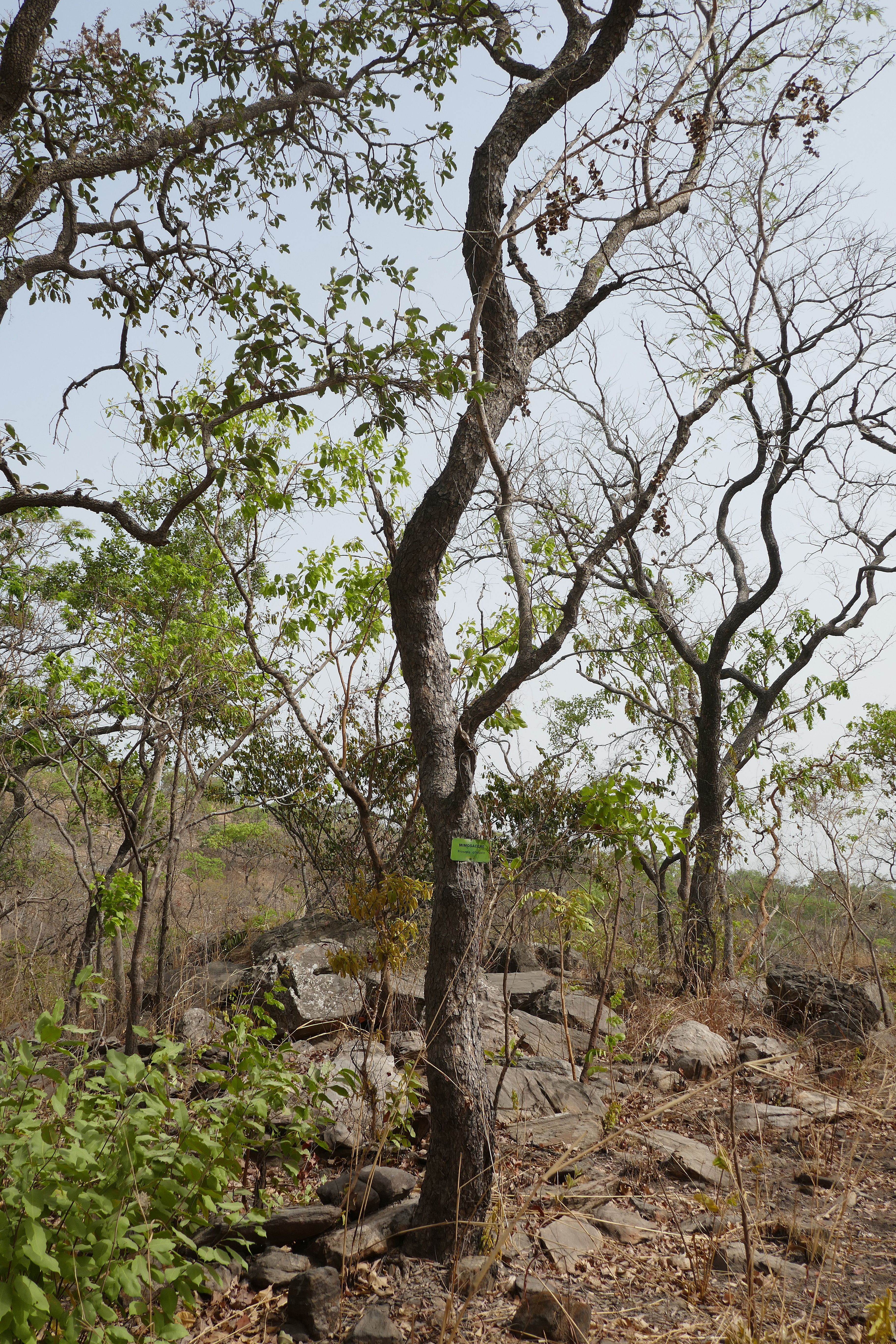
Prosopis africana est appelé « l'arbre de fer », car il peut résister au feu et aux termites; on utilise son bois dur pour fabriquer le djembé.
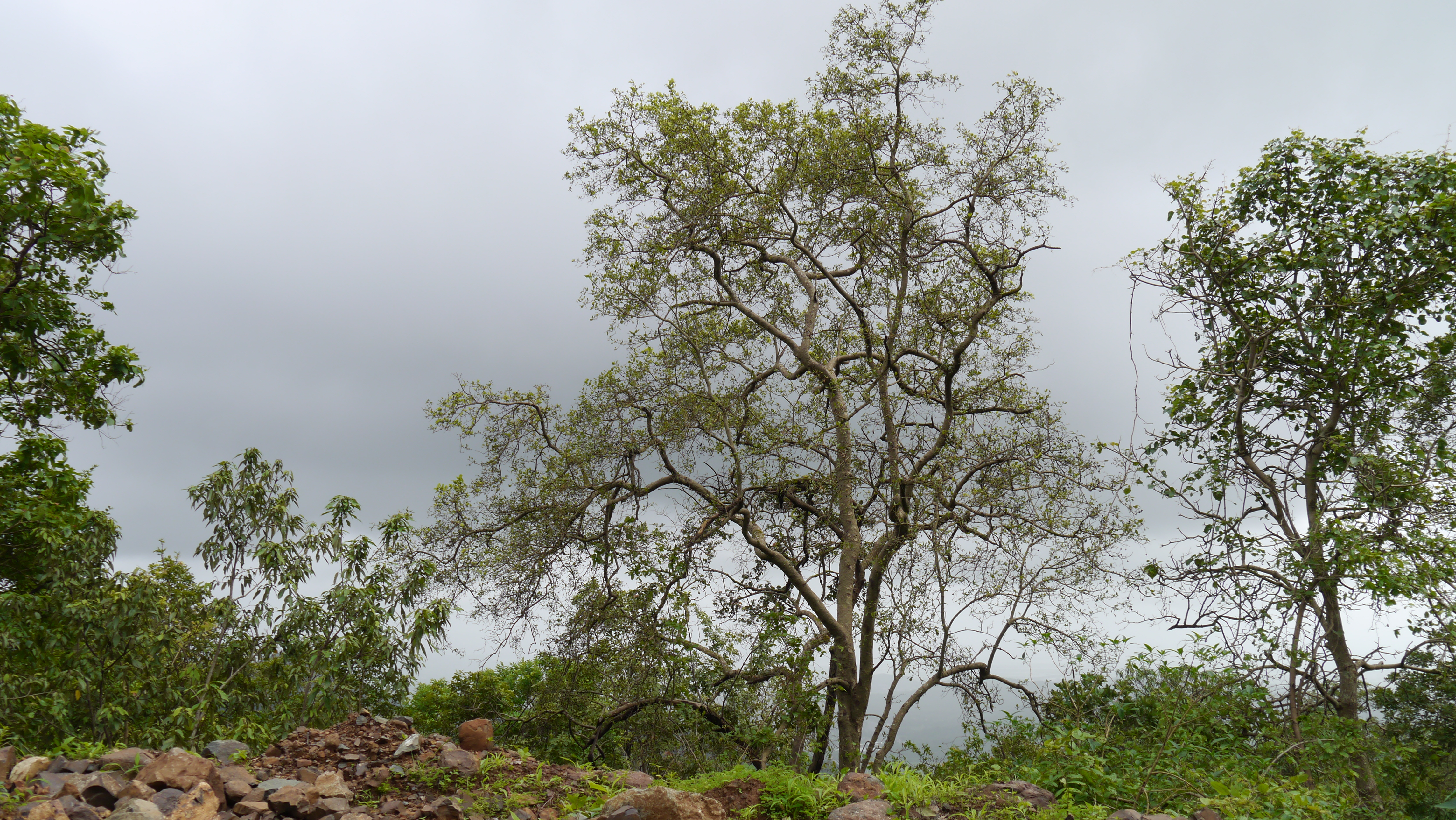
L'espèce Mitragyna est présente jusqu'aux abords des villages. Certains arbres possèdent des propriétés médicinales (alcaloïdes aux propriétés analgésiques et antipaludique).
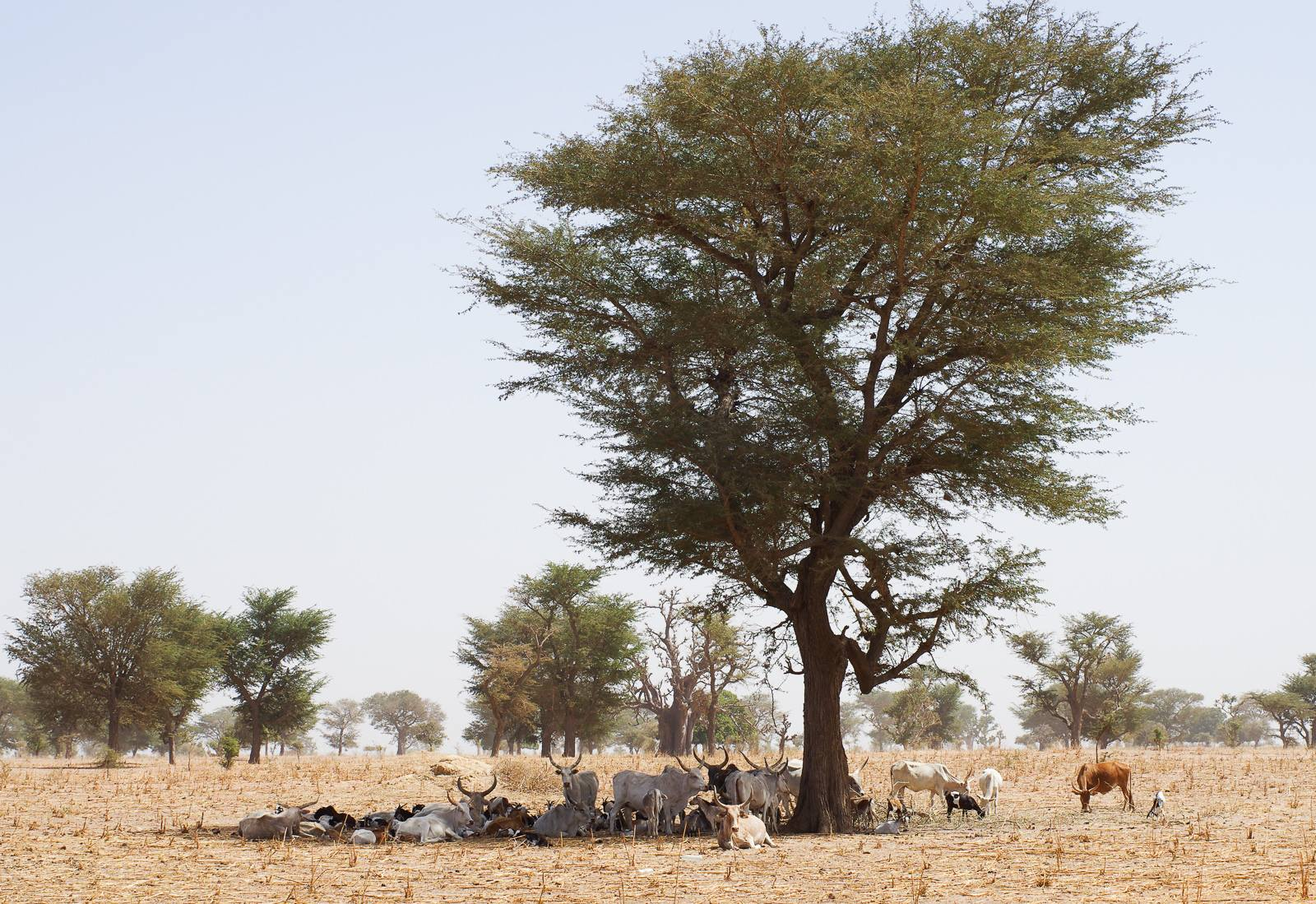
Faidherbia albida, un autre acacia omniprésent, a un rôle dans l'amélioration physico-chimique des sols[7]. On le trouve par strates variées (arborées, arbustives, buissonnantes).
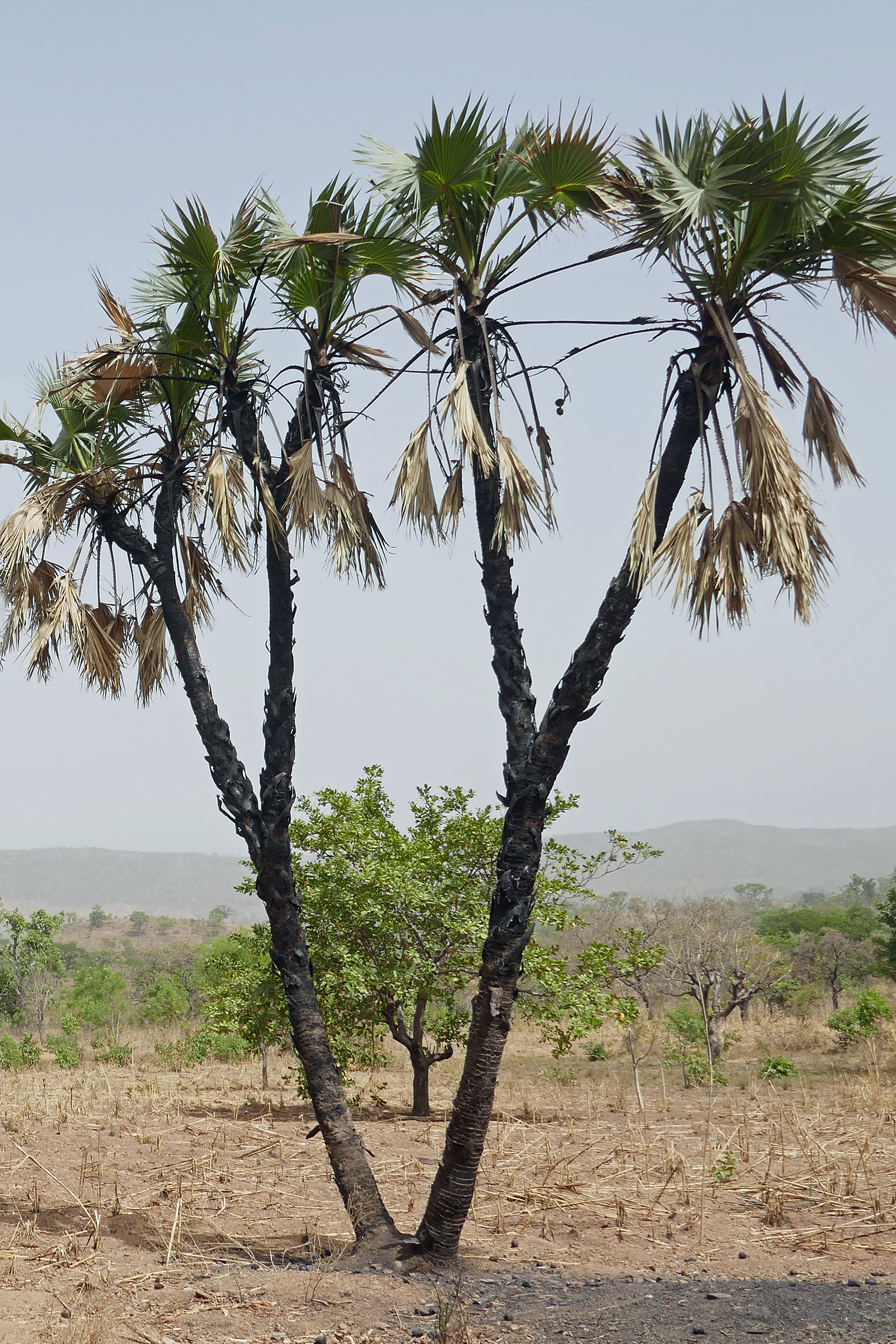
Hyphaene thebaica occupe généralement la bordure de la plaine, sur sols hydromorphes.
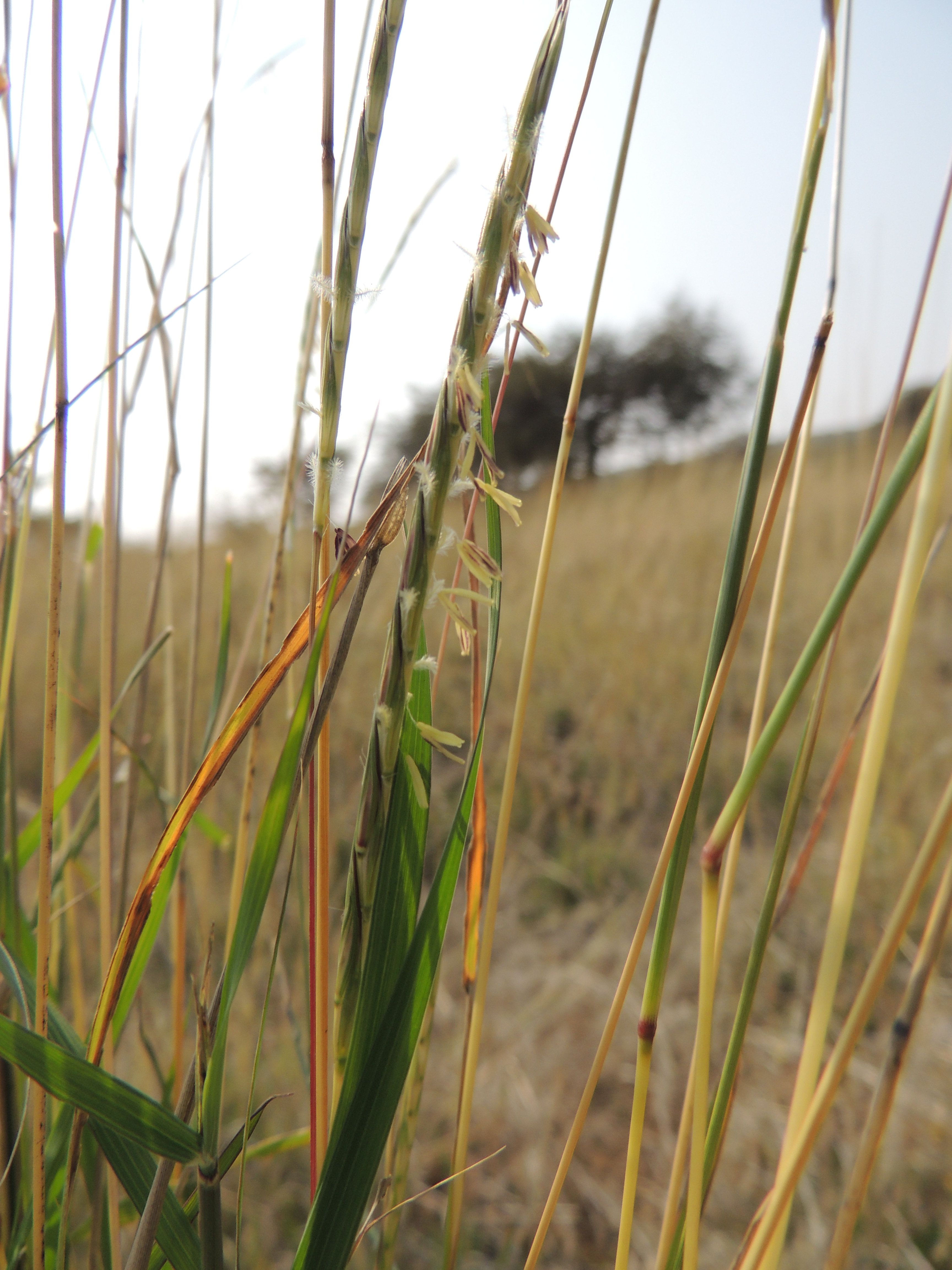
Des graminées de la famille de andropogonacées sont présentes en plaine fertile.
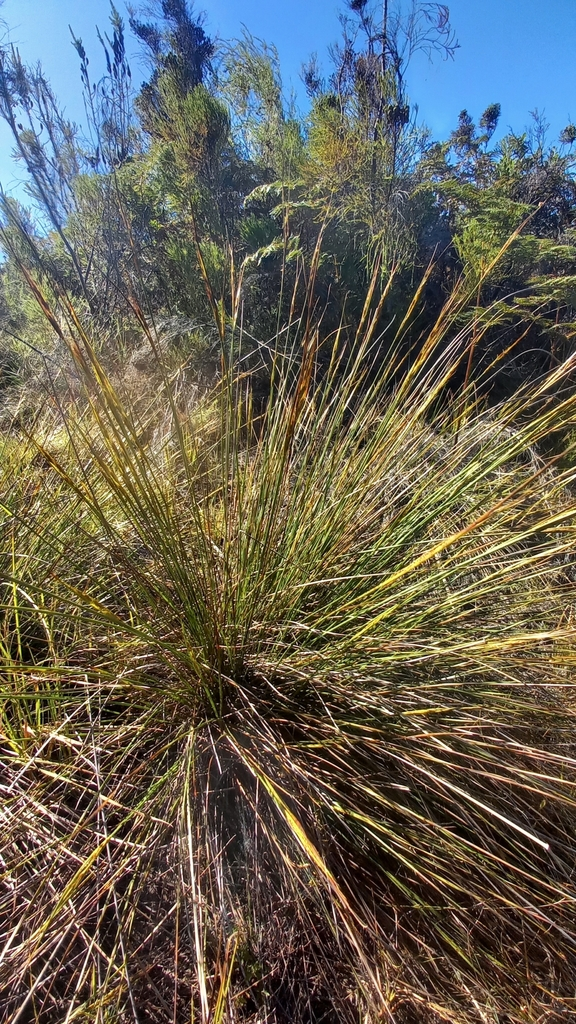
On y observe aussi certaines Cyperaceae.

## Population
La population historique majeure de cette région frontalière du parc national est l'ethnie guiziga, sous-branche des kirdi. Cette population est agricole et ignore généralement les limites administratives (pays, régions, parcs nationaux, etc.) depuis des centaines d'années.
Elle bénéficie de terrains naturellement favorables à l'agriculture (inondés une partie de l'année et irrigués par des ruisseaux) appelés vertisols. Grâce à leur irrigation et à leur biotope, ces sols sont d'importants puits de carbone. Ces sols apparaissent grâce à une légère dépression géomorphologique que l'on appelle aussi la « dépression toupouri » (du nom général de la population de la région Extrême-Nord) et qui permet une accumulation sédimentaire dans ce bassin.
Malgré quelques tensions avec des troupeaux d'éléphants à certaines périodes critiques, l'activité anthropique ne semble pas menacer de manière notoire les espèces sauvages recensées; la zone est en outre considérée comme la moins peuplée de l'Extrême Nord camerounais.
Des éleveurs peuls sont également présents partiellement; leurs villages ou hameaux sont traditionnellement organisés en lamidats – sortes de chefferies multi-centenaires. Etant historiquement opposés aux guizigas (« païens »), les limites des chefferies peuls (« musulmans ») sont généralement volontairement ignorées par les habitants guizigas dans leurs délimitations agricoles.
Les cultures pratiquées par les guizigas sont principalement de sorgho et de coton, avec des cultures « de contre-saison ».
Des vagues d'immigration de cette ethnie ont été observées dans les années 1970 et 1980. Ces groupes se déplaçaient alors vers la vallée de la Bénoué, au sud-Ouest.
On remarque, à partir des années 1990, les premières installations en pays guiziga de paysans venus de la vallée du Logone. Ils seront rejoints à partir des années 2000 par certains paysans de retour de la Bénoué.

## Tourisme

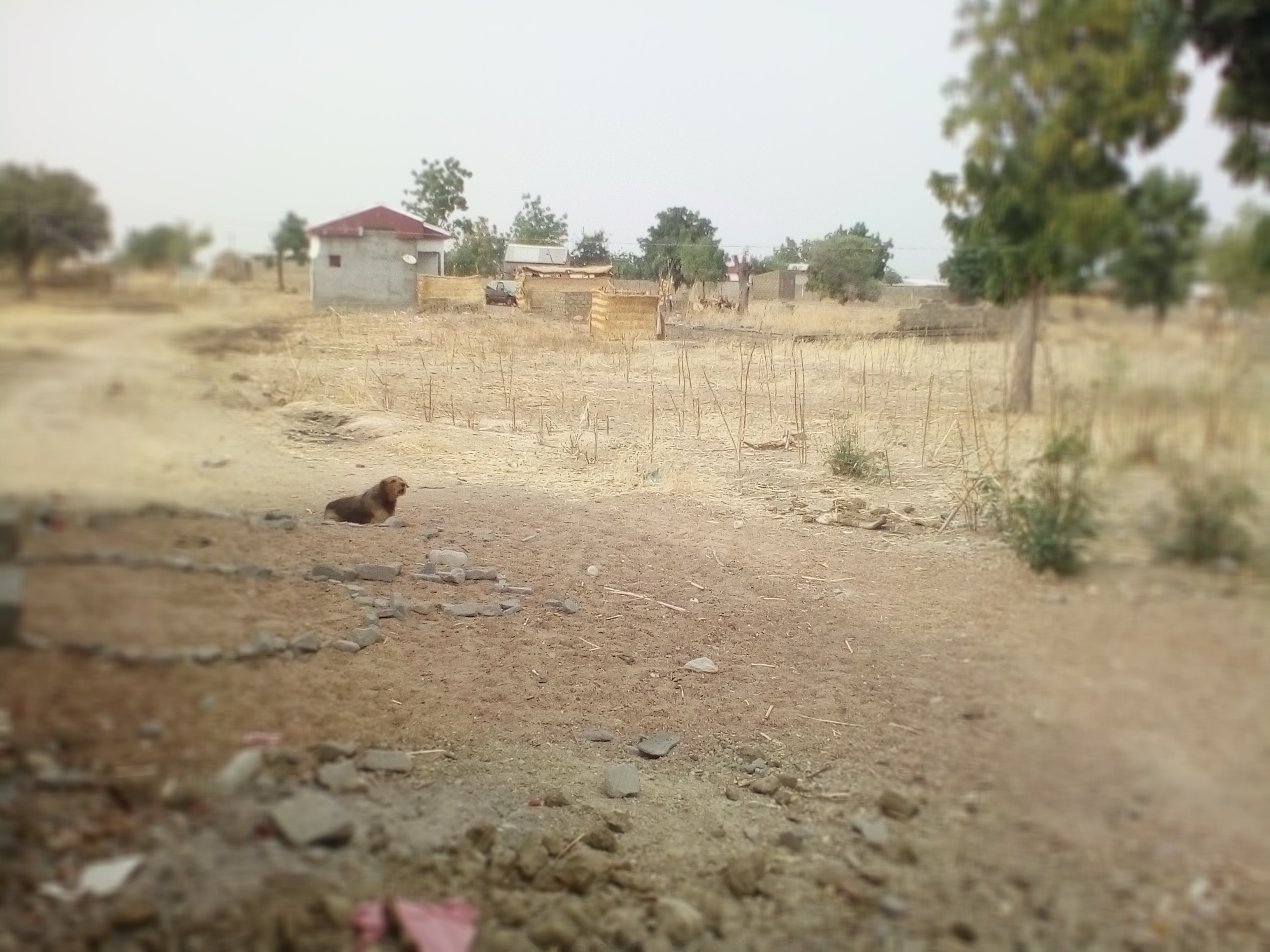
Quartier de Kaélé (2019)
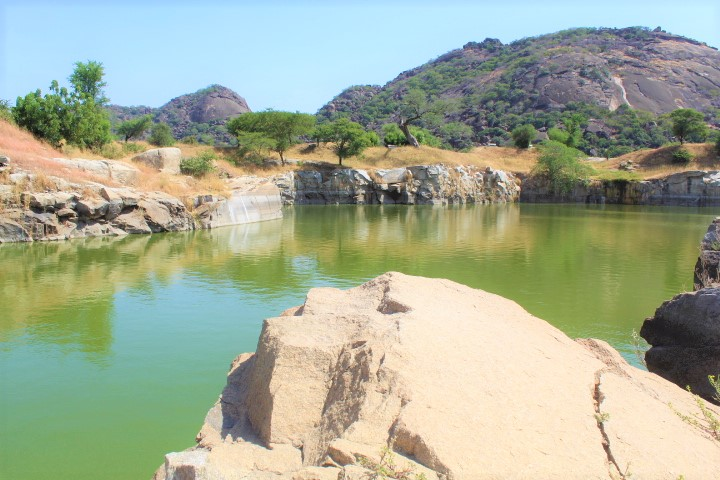
« Lac aux crocodiles » de Boboyo, au nord de Kaélé, à quelques kilomètres à l'ouest du parc national.
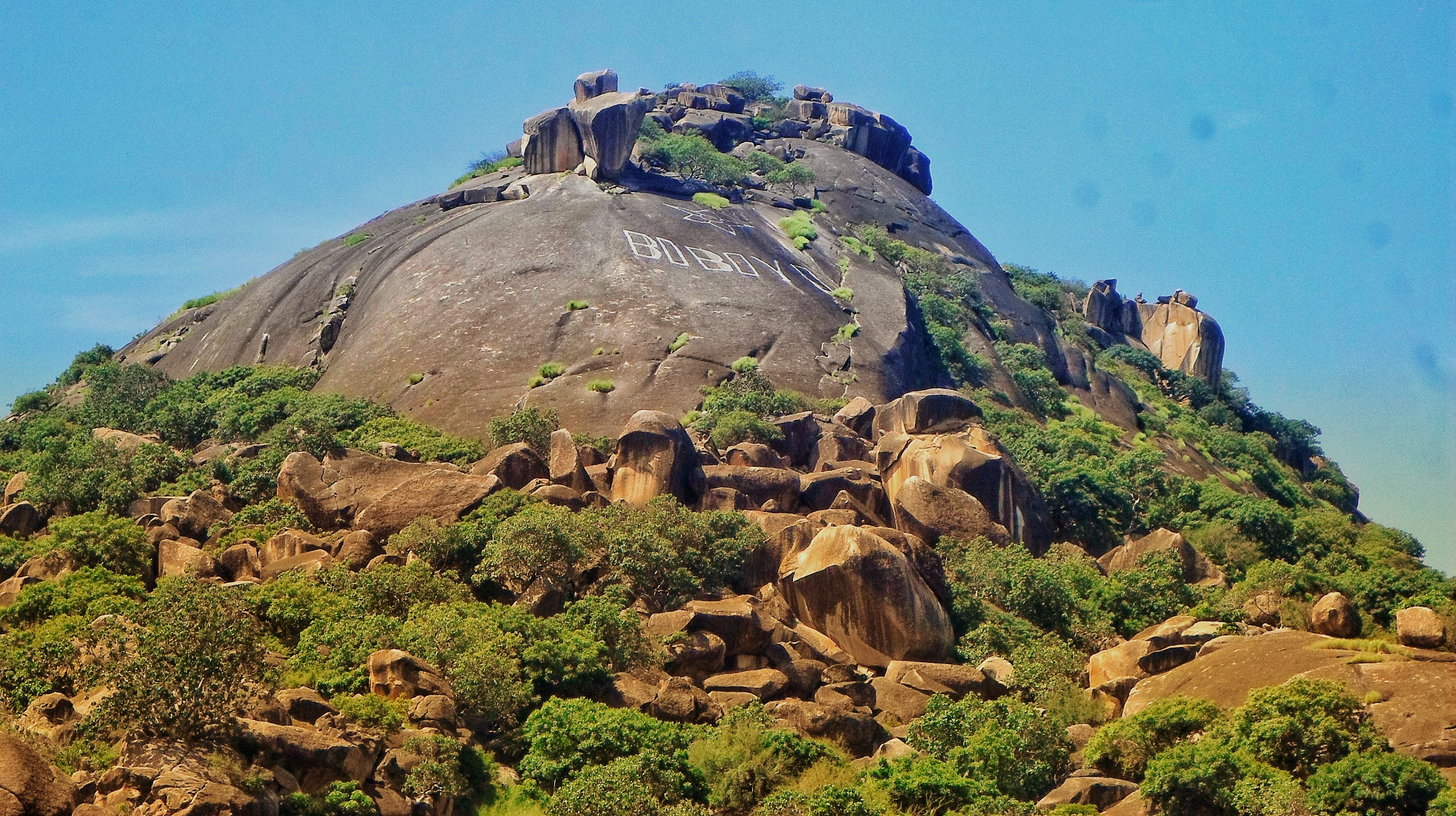
Le Mont Boboyo est une attraction naturelle locale, près de Kaélé.

## Problèmes
Comme dans d'autres parcs nationaux camerounais (Bénoué, Waza, etc.) et africains, le problème du braconnage reste d'actualité et crée une menace de disparition d'espèces endémiques parfois uniques au monde.
À partir des années 2000, l'association française Sauvegarde Faune Sauvage propose son aide aux autorités locales pour lutter contre les braconniers.
Depuis la fin des années 2010, en lien avec des conflits dans des pays frontaliers (Nigéria, Niger, Tchad, Mali) des groupes islamistes terrorisent la région de l'Extrême Nord du Cameroun et laissent les parcs nationaux locaux quasiment sans gouvernance ni supervision de terrain. La question de la création et du maintien de ce nouveau parc national, dans une période où la sécurité du PN de Waza et du PN de Kalamaloué (plus au nord) n'est pas assurée, peut poser question.